# Dorfkirche Gnevsdorf (Prignitz)

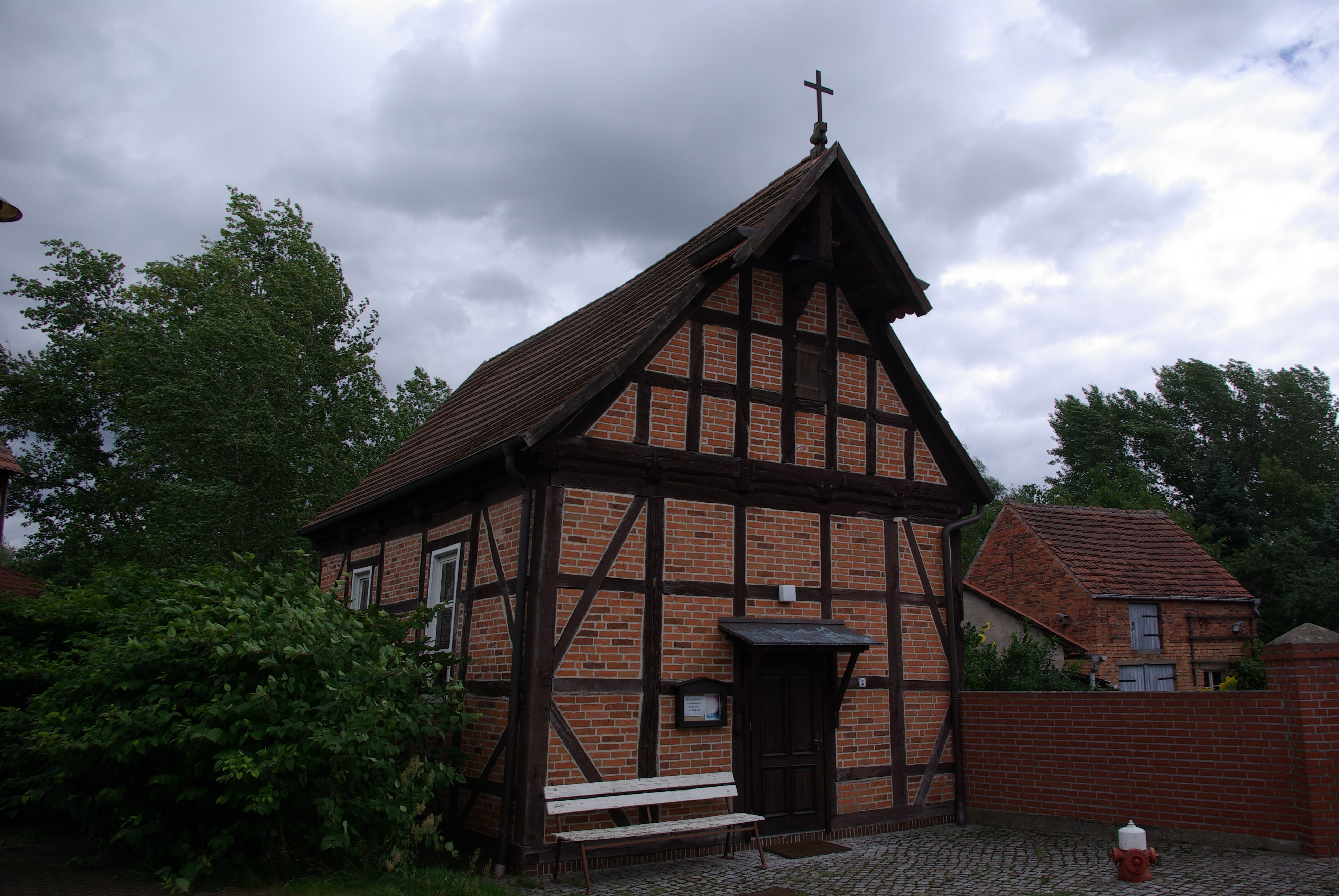
Dorfkirche in Gnevsdorf, vor 2012

Die evangelische Dorfkirche in Gnevsdorf, einem Gemeindeteil von Rühstädt im Landkreis Prignitz in Brandenburg, wurde nach 1600 errichtet und 1713 erneuert. Die evangelische Kirche an der Gnevsdorfer Dorfstraße ist ein geschütztes Baudenkmal.
Der Fachwerkbau mit ziegelsichtiger Ausfachung von 1852 war eine ehemalige Taufkapelle. 1991/92 erfolgte eine umfangreiche Instandsetzung.